# Neopaxillus
Neopaxillus is een geslacht van schimmels behorend tot de familie Serpulaceae. De typesoort is Neopaxillus echinosporus.

## Soorten
Volgens Index Fungorum heeft dit geslacht vijf soorten:
| Soortnaam                 | Auteur(s)          | Publicatiejaar |
| ------------------------- | ------------------ | -------------- |
| Neopaxillus bryogenus     | E. Horak           | 1980           |
| Neopaxillus dominicanus   | Angelini & Vizzini | 2012           |
| Neopaxillus echinospermus | (Speg.) Singer     | 1951           |
| Neopaxillus plumbeus      | Singer & Lodge     | 1989           |
| Neopaxillus reticulatus   | (Petch) Pegler     | 1986           |